# 7 Pułk Lotnictwa Specjalnego Marynarki Wojennej
7 Pułk Lotnictwa Specjalnego (7 pls) – oddział lotnictwa Marynarki Wojennej.

## Historia pułku
Na podstawie rozkazu Nr 0235/Org. Ministra Obrony Narodowej z dnia 22 listopada 1949 roku i rozkazu Nr 01/Org. dowódcy Marynarki Wojennej z dnia 12 stycznia 1951 roku został sformowany 30 Pułk Lotnictwa Marynarki Wojennej. Jednostka została zorganizowana w terminie do dnia 25 marca 1950 roku na bazie Samodzielnej Eskadry Lotnictwa Marynarki Wojennej i według etatu Nr 35/118.
Dowództwo pułku oraz eskadry: szturmowa, bombowo-rozpoznawcza i łącznikowa stacjonowały na lotnisku Słupsk-Redzikowo, natomiast eskadra myśliwska na lotnisku Wicku Morskim.
W niedzielę 27 sierpnia 1950 pełniący obowiązki dowódcy Marynarki Wojennej, kontradmirał Iwan Szylingowski wręczył pułkowi sztandar ufundowany przez społeczeństwo Katowic.
W listopadzie 1950 roku eskadra myśliwska została przebazowana na lotnisko Babie Doły. Na podstawie rozkazu Nr 041/Oper. dowódcy MW z dnia 13 kwietnia 1951 roku w następnym miesiącu pozostałe pododdziały pułku również zostały przeniesione do Babich Dołów.
W grudniu 1951 roku na bazie eskadry myśliwskiej przystąpiono do formowania 34 Pułku Lotnictwa Myśliwskiego (Jednostka Wojskowa Nr 3651) według etatu Nr 6/100 (rozkaz Nr 095/Org. MON z dnia 10 grudnia 1951 i rozkaz Nr 066/Org. dowódcy MW z dnia 31 grudnia 1951).
W okresie od 26 kwietnia 1954 roku do 10 sierpnia 1957 roku pułk stacjonował na lotnisku Gdańsk-Wrzeszcz, a następnie na lotnisku w Siemirowicach i wchodził w skład 33 Dywizji Lotnictwa MW.
Na podstawie zarządzenia Nr 0137/Org. szefa Sztabu Generalnego Wojska Polskiego z dnia 27 lipca 1957 i rozkazu Nr 034/Org. dowódcy Marynarki Wojennej z dnia 16 sierpnia 1957 roku jednostka została przeformowana w 30 Pułk Lotnictwa Szturmowego.
W grudniu 1960 roku oddział został przemianowany na 30 Pułk Lotnictwa Myśliwsko-Szturmowego.
Na podstawie rozkazu Nr 07/MON Ministra Obrony Narodowej z dnia 4 maja 1967 roku jednostka przejęła dziedzictwo tradycji 7 Pułku Lotnictwa Szturmowego oraz numer i nazwę – 7 Pułk Lotnictwa Myśliwsko Szturmowego.
15 lutego 1983 ponownie zmieniono nazwę jednostki na 7 Pułk Lotnictwa Myśliwsko-Bombowego.
Z dniem 1 lipca 1988 roku rozformowano 7 Pułk Lotnictwa Myśliwsko-Bombowego, 16 Pułk Lotnictwa Specjalnego MW i 15 Samodzielną Eskadrę Lotnictwa Rozpoznawczego MW, a na ich bazie sformowano 7 Pułk Lotnictwa Specjalnego. Pododdziały pułku bazowały na lotniskach w Siemirowicach i Darłowie.
1 kwietnia 1991 roku pododdziały pułku stacjonujące w Darłowie utworzyły odrębną jednostkę – 40 Eskadrę Zwalczania Okrętów Podwodnych i Ratownictwa.
W terminie do dnia 31 grudnia 1995 roku pułk został przeformowany w 3 Dywizjon Lotniczy i 5 Batalion Zabezpieczenia, które podporządkowano dowódcy Brygady Lotnictwa MW.